# Dennis Lashmar

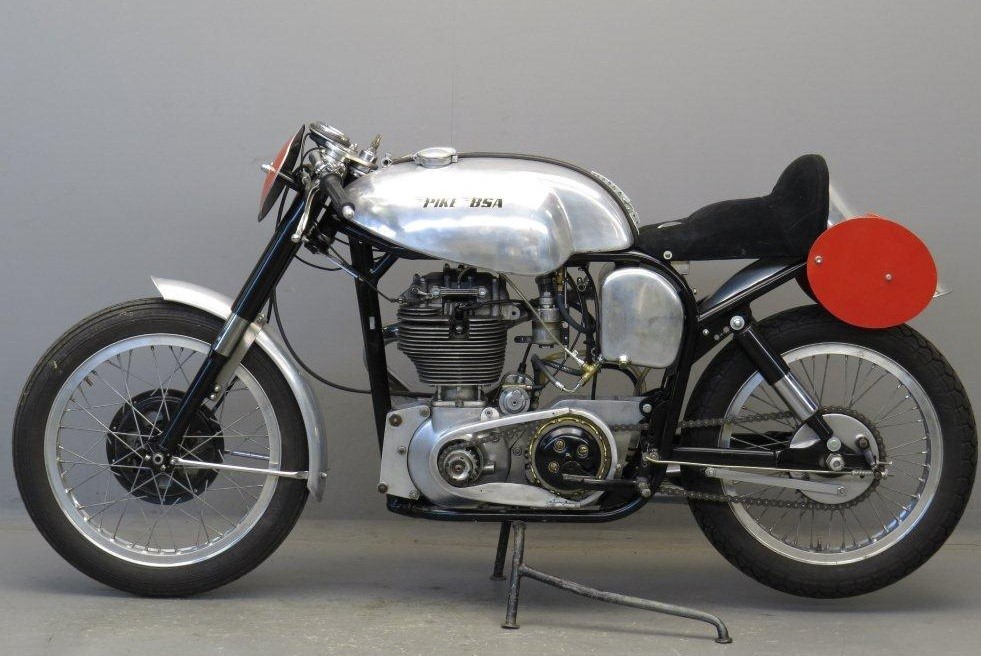
De door Roland Pike ontwikkelde BSA Gold Star werd in 1952 door Pike zelf gereden, maar vanaf 1954 door Dennis Lashmar

Dennis George Lashmar (Londen, 1927 - Stuttgart, 25 juli 1954) was een Brits motorcoureur. 
Al op jonge leeftijd was Dennis Lashmar een enthousiast motorrijder, die met zijn Vincent-HRD ook op de openbare weg hoge snelheden haalde. Zijn familie bezat Lashmar's theatre and travel ticket agency naast het London Palladium en zijn officiële beroep was dan ook "theatre ticket agent". Hij werd echter in 1946 opgeroepen voor zijn militaire dienstplicht. Hij kreeg een opleiding tot officier-parachutist en werd maart 1947 uitgezonden naar Palestina, indertijd nog een mandaatgebied van het Verenigd Koninkrijk. Bij het 2nd Parachute Battalion van de 6th Airborne Division raakte hij bevriend met Vincent Davey. 
Luitenant Lashmar ging in februari 1948 uit dienst. Hij woonde in de wijk Stanmore, vlak bij de motorzaak van Rex Judd. Hij raakte daar ook bevriend met Stan Pike, die bij Judd de werkplaats bestierde. Daar werkte ook een oud-werknemer van Vincent-HRD en samen voerden ze Lashmar's Vincent zo veel mogelijk op. Lashmar besloot te gaan racen en zijn eerste wedstrijd was in oktober 1948 in Dunholme tijdens de Hutchinson 100. Hij probeerde uit alle macht om Harold Daniell te volgen en vloog daarbij een akker in. Hij wist weer op de baan te komen en finishte als vijftiende. Daniell was kennelijk onder de indruk geraakt, want hij gaf Lashmar een van zijn "Featherbed"-Nortons. In het voorjaar van 1949 reed hij zijn Pike-Vincent naar de overwinning in de Clubmans 1000 cc TT op het eiland Man. De Clubmans 1000 cc TT was een race voor amateurs met slechts tien deelnemers, maar Lashmar won wel met ruim vier minuten voorsprong. In het najaar startte hij met een AJS 7R in de 350cc-klasse van de Manx Grand Prix, waarin hij als dertiende finishte. In 1951 werd hij in de Senior TT met zijn Daniell-Norton Manx dertiende, in de Lightweight TT viel hij met een 250cc-LEF uit en in de Junior TT gebeurde hetzelfde met een Norton Manx. Zijn vriend Vincent Davey was inmiddels managing director bij Gus Kuhn Motors in Londen. Kuhn, die in de jaren twintig furore had gemaakt als coureur voor Levis, zocht een coureur die hij kon sponsoren en Davey stelde Dennis Lashmar voor. In de TT van 1952 reed Lashmar een Gus Kuhn-Norton in de Senior TT, maar hij werd slechts dertigste. Toch hield hij de steun van grote rijders. Geoff Duke zorgde in 1954 voor zijn inschrijving in de TT van Man met door Roland Pike geprepareerde BSA Gold Stars en Bob Foster zorgde in de Lightweight TT voor een 250cc-LEF. 
Hij reed voornamelijk nationale Britse wedstrijden van de British Motorcycle Racing Club op kleine circuits als Dunholme, Haddenham en Blanford, maar een 1954 startte hij met een door Stan Pike's broer Roland geprepareerd BSA Gold Star in de Grand Prix van Duitsland. In de voorlaatste ronde kwam hij ten val. Hij overleed aan de gevolgen van een schedelbasisfractuur. 

## Trivia
Vincent Davey trouwde met de dochter van Gus Kuhn en zette na Kuhn's dood in 1966 het bedrijf "Gus Kuhn Motors" voort.